# Sprengeloo
Sprengeloo is een christelijke school voor voortgezet onderwijs in de Nederlandse stad Apeldoorn die onderwijs aanbiedt op vmbo-niveau.
De school is gelegen aan de Sprengenweg in de wijk Brinkhorst. De school maakt deel uit van de Stichting Christelijk Voortgezet Onderwijs Apeldoorn, waar ook het Christelijk Lyceum Apeldoorn en De Heemgaard onder vallen.

## Historie
Sprengeloo was een van de scholen van de Christelijke Scholengemeenschap Sprengeloo, een protestants-christelijke scholengemeenschap voor voortgezet onderwijs. CSG Sprengeloo had drie locaties:
- Christelijk Lyceum (Jachtlaan) voor havo, atheneum en gymnasium en onderwijs aan anderstaligen.
- Sprengeloo (Sprengenweg), vmbo
- Edu College (Noorderlaan), vmbo

Op 29 oktober 2007 werd bekend dat de drie scholen van Sprengeloo vanaf 1 november 2007 afzonderlijk verdergaan. Op 1 augustus 2009 zijn Edu College en Sprengeloo samengegaan aan de Sprengenweg onder de naam Sprengeloo. Locatie Noorderlaan is per die datum gesloten.

## Bekende oud-leerlingen
- Pim Wessels (1991), acteur en musicalster

## Bekende oud-rector
- Nico Jan Wijsman, oud-rector van de CSG Sprengeloo.